# Casapus barbicollis
Casapus barbicollis is een keversoort uit de familie klopkevers (Ptinidae). De wetenschappelijke naam van de soort werd in 1993 gepubliceerd door Israelson.